# فيليب بودولت
فيليب بودولت (مواليد 1976) هو ملاكم كندي، مثّل بلاده في الألعاب الأولمبية الصيفية 1996.

## روابط خارجية
فيليب بودولت على موقع أوليمبيديا (الإنجليزية)